# 茶臼山城 (播磨国)
茶臼山城（ちゃうすやまじょう）は、播磨国赤穂郡宝珠山（兵庫県赤穂市坂越宝珠山）にあった日本の城（山城）。別名は茶臼山砦（ちゃうすやまとりで）。

## 概要
坂越港北側に聳える茶臼山（標高：160.0 m余）の山頂に位置する室町時代に築城したとされる山城である。大避神社左側にある坂越浦城公園の北側に登山口があり、宝珠山舗装登山道（別称はNHK中継所点検道路）を通る。頂上全体は岩盤から出来ているが、その岩盤は二重になっており、その形が茶臼状に似ている事から起こった山名と言われている。頂上は凹凸は有るものの、やや平坦な所は東西27 m・南北13 mである。
現在、中腹には1929年（昭和4年）に「弘法大師千百年御遠忌」の契機として開設された奥の院と、1970年（昭和45年）に建設されたNHK赤穂坂越テレビ中継放送所が在り、頂上には1995年（平成7年）に奉納された和田備後守範長公一族を祀る新五輪塔と、僅かに数基の石仏が祀られているのみであり、当時の遺構を確認することは出来ないが、眺めが良く、生島や坂越浦を一望することが出来る。

## 歴史
詳しい事は未だ分かっていないが、『赤穂郡志』によると1441年（嘉吉元年）の嘉吉の乱によって播磨国守護赤松満祐を滅亡させた山名持豊は、嘉吉年間頃に播磨国赤穂郡宝珠山の別峯である茶臼山に築城して赤松氏の残党に備えてしばらく駐留。1455年（康正元年）、赤松満祐の子・彦次郎教康（赤松祐之）と赤松祐尚の子・彦五郎則尚（赤松則尚）らが播磨国に討ち入り、茶臼山城に居る山名氏を攻めて赤松氏を再興しようと企てたが、敢え無く敗れて彦次郎教康は伊勢国、彦五郎則尚は備前国鹿久居島において、それぞれ自害したという。
茶臼山の登山口付近には坂越浦城が在るが、その城は実際1454年（享徳3年）に矢野荘の人夫や資材を徴発して築城されたという記録が残っており、嘉吉の乱の後に持豊によって支配されたとすると、翌年に彼らの反乱が起こった事になる為、両方とも山名氏によって支配されたという事になる。その他、以前からあった城を残党に備えて強化したという説や、坂越浦城の出城としての役割だったという説もある。
しかしながら、『嘉吉記』及び『群書類従』によると、この彼らの反乱は赤松氏の残党が鵤荘檀特山に立て籠もり、播磨国を山名氏の手から取り戻す事を企てた戦いであり、その後敗れて自害したとあるのみで、坂越での戦いについては何も記されていない。何故、鵤荘の戦いが坂越の事になったのかは不明であるが、赤松氏の残党が播磨国内に散らばっていたのは確かであり、又はそれら赤松氏所縁の人々が鵤荘の戦いに呼応し、坂越でも山名氏との間で合戦があったものと考えられる。この事が、彼らの反乱と混同されたのかもしれないとも考えられる。鹿久居島で自害した彦五郎則尚らの首は赤松氏の菩提寺である法雲寺で持豊によって実検された。
以後の茶臼山城の行方、廃城年は不明である。

## 画像

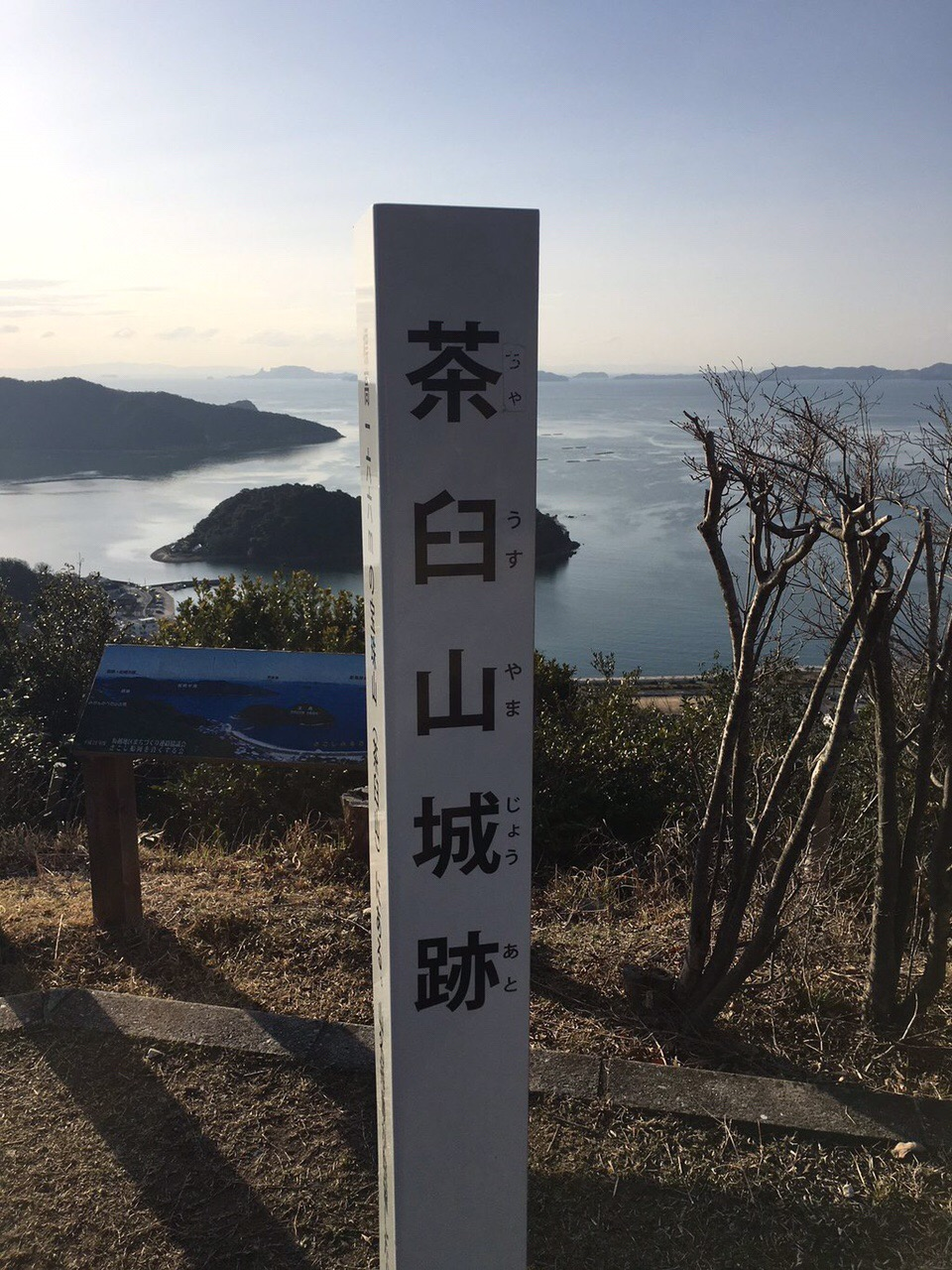
茶臼山城跡碑
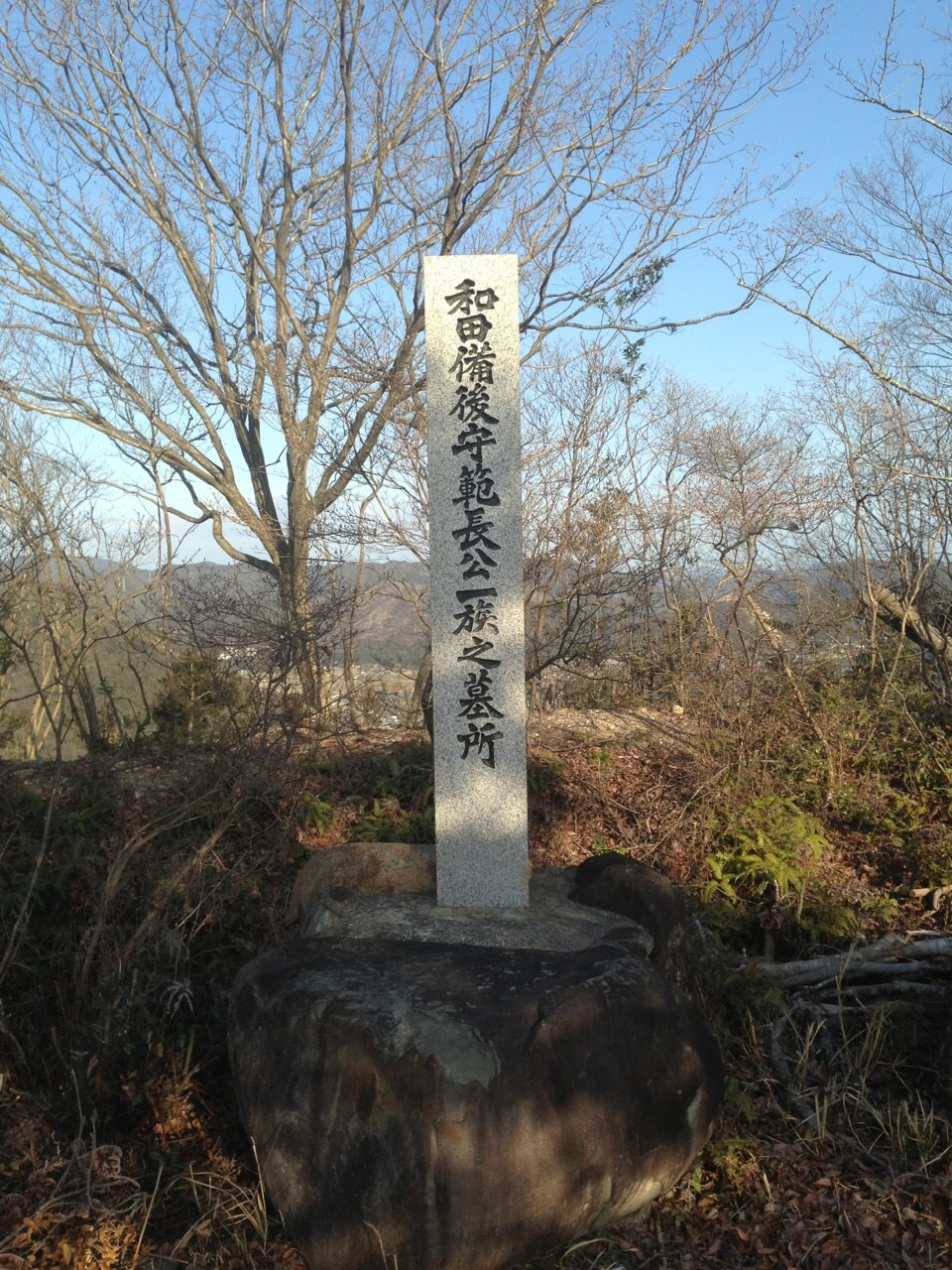
和田備後守範長公一族五霊位之墓所

## 周辺
- 宝珠山（標高：182.0 m、山頂から徒歩約10分）
- 坂越 （都市景観100選）
  - 坂越まち並み館、旧坂越浦会所、奥藤酒造郷土館、大避神社、妙見寺、妙道寺、児島高徳朝臣の墓、坂越浦城跡、茶臼山城跡、船岡園、黒崎墓所（兵庫県指定史跡）、みかんのへた山古墳（兵庫県指定史跡）、海の駅しおさい市場、千種川（名水百選）
- 生島 （国の天然記念物、瀬戸内海国立公園）
  - 秦河勝の墓
- 御崎 （瀬戸内海国立公園）

## 城跡へのアクセス
- 鉄道
  - JR赤穂線 坂越駅 徒歩約60分
- バス

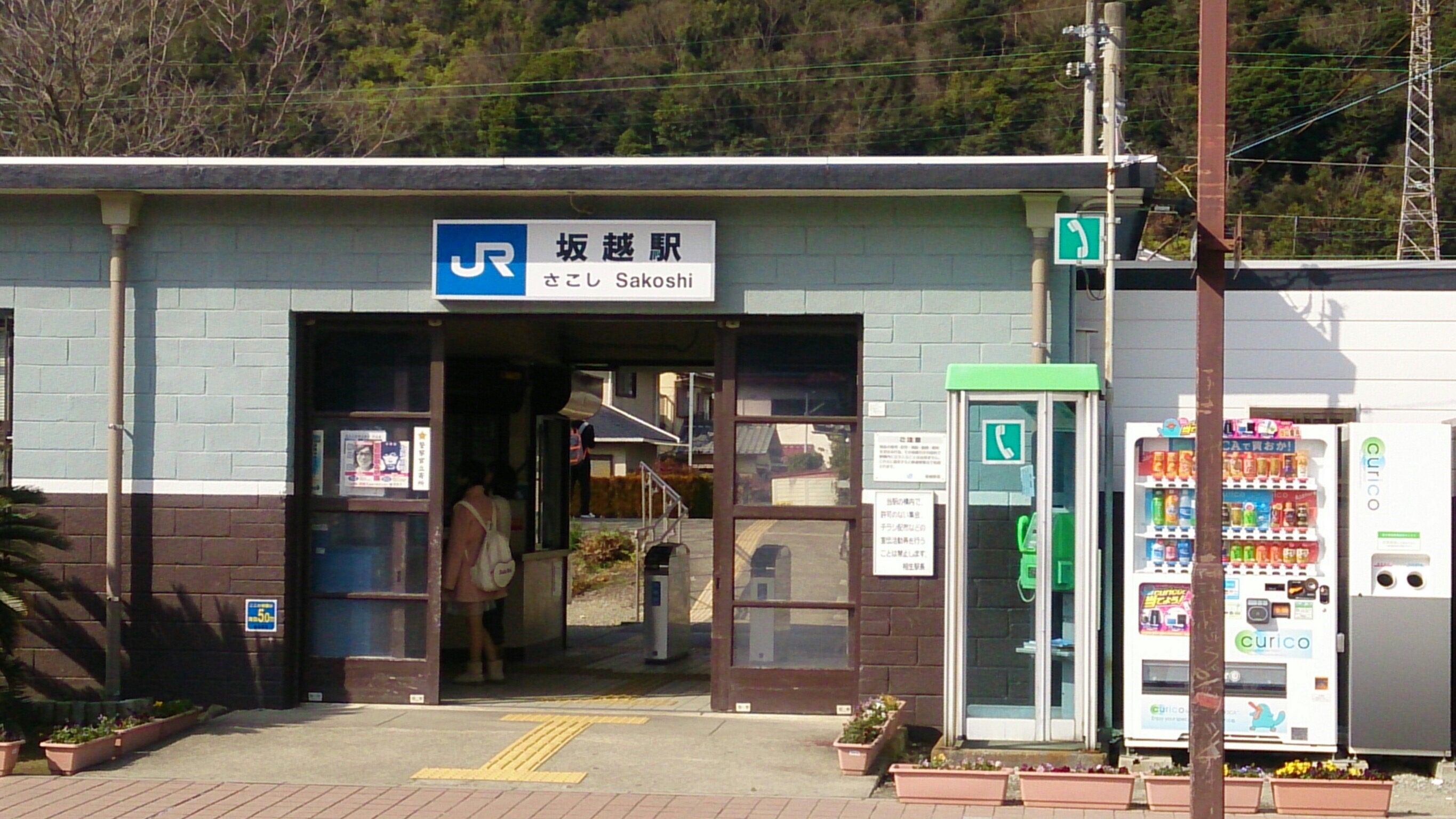
JR赤穂線 坂越駅

  - JR赤穂線 坂越駅 → ウエスト神姫「アース製薬前」行 坂越港下車
  - JR赤穂線 坂越駅 → ウエスト神姫「小島」行 坂越港下車